# 吴三益
吴三益，字惟謙，號受玄，江西袁州府萍乡县名教里（今芦溪县芦溪镇东阳村）人，明朝政治人物。同进士出身。

## 生平
吴三益为万历三十二年（1604年）甲辰科进士。授大理评事，升右寺正，万历年间任福建邵武府知府一职。改任徽州府同知，所至以敏練著稱。晚年林居，与修府志。

## 家族
子吴應庭，中书舍人。孙吴兆麟，貢士。